# Konusz (obwód Chaskowo)
Konusz (bułg. Конуш) – wieś w południowej Bułgarii, w obwodzie Chaskowo, gmina Chaskowo. Według danych Narodowego Instytutu Statystycznego w Bułgarii, 31 grudnia 2011 roku wieś liczyła 693 mieszkańców.
Wioska znajduje się 10 km od Chaskowa, znajduje się na głównej drodze Chaskowo - Kyrdżali.